# Südliche Kalkalpen
Die Südlichen Kalkalpen sind jener Teil der Kalkalpen, der in den Ostalpen dem Alpenhauptkamm südlich vorgelagert ist. Sie bilden eine Serie von Bergketten, die zusammen etwa 450 Kilometer lang sind und auf österreichischem, slowenischem und italienischem Territorium liegen.
Geologisch gehören sie größtenteils zu den sogenannten Südalpen (Alpen südlich der periadriatischen Naht), beinhalten nach geographischer Definition aber auch den Drauzug sowie die nördlichen Karawanken (u. a. Obir, Petzen). Beide letztgenannten Gebirgszüge liegen nördlich der periadriatischen Naht, gehören somit geologisch zum Ostalpin und müssten streng genommen zu den Nördlichen Kalkalpen gezählt werden, von denen sie jedoch durch die gesamte Breite der Zentralalpen getrennt sind.

## Gliederung
Die Alpenvereinseinteilung der Ostalpen (AVE) ist die Konvention der Alpenvereine über die Gliederung der Ostalpen. Alternative Bezeichnungen sind angegeben
| | Von Ost nach West sind folgende Gebirgsgruppen Teil der Südlichen Kalkalpen: 2. Steiner Alpen 3. Karawanken und Karawankenvorberge (Südgrenze des österreichischen Bundeslandes Kärnten) 4. Julische Alpen (in Slowenien und in der italienischen Region Friaul) 5. Gailtaler Alpen/Drauzug einschließlich Lienzer Dolomiten 6. Karnischer Hauptkamm, zusammen mit den nördl. Friauler Dolomiten und Karnien: Nördliche Karnische Alpen (Südgrenze von Kärnten) 7. Südliche Karnische Alpen, auch: südl. Friauler Dolomiten und Venezianische Alpen 8. Dolomiten mit Sextener Dolomiten, Marmolata, Sella 9. Fleimstaler Alpen 10. Vizentiner Alpen 11. Nonsberggruppe 12. Brenta 13. Gardaseeberge 14. im Ortler-Hauptkamm bestehen nur einzelne Gipfel aus Kalk und Dolomit 15. Adamello-Presanella-Gruppe |
| Die hier markierten Gruppen 1. Bachergebirge, 14. Ortler-Alpen, und 16. Sobretta-Gavia-Gruppe zählen (fast nur) zum kristallin-schiefrigen zentralen Teil der Alpen (Zentralalpen) | |